# (266) Aline
(266) Aline es un asteroide perteneciente al cinturón de asteroides descubierto el 17 de mayo de 1887 por Johann Palisa desde el observatorio de Viena, Austria.
Está posiblemente nombrado en honor de Linda von Schuster, hija de Edmund Weiss.